# Kanton Saint-Saulge
Saint-Saulge is een voormalig kanton van het Franse departement Nièvre. Het kanton maakte deel uit van het arrondissement Nevers. 
Het werd opgeheven bij decreet van 18 februari 2014 met uitwerking op 22 maart 2015. De gemeenten werden toegevoegd aan ket kanton Guérigny, met uitzondering van Montapas dat werd opgenomen in het kanton Château-Chinon.

## Gemeenten
Het kanton Saint-Saulge omvatte de volgende gemeenten:
- Bona
- Crux-la-Ville
- Jailly
- Montapas
- Rouy
- Saint-Benin-des-Bois
- Sainte-Marie
- Saint-Franchy
- Saint-Maurice
- Saint-Saulge (hoofdplaats)
- Saxi-Bourdon